# آتون‌پرستی

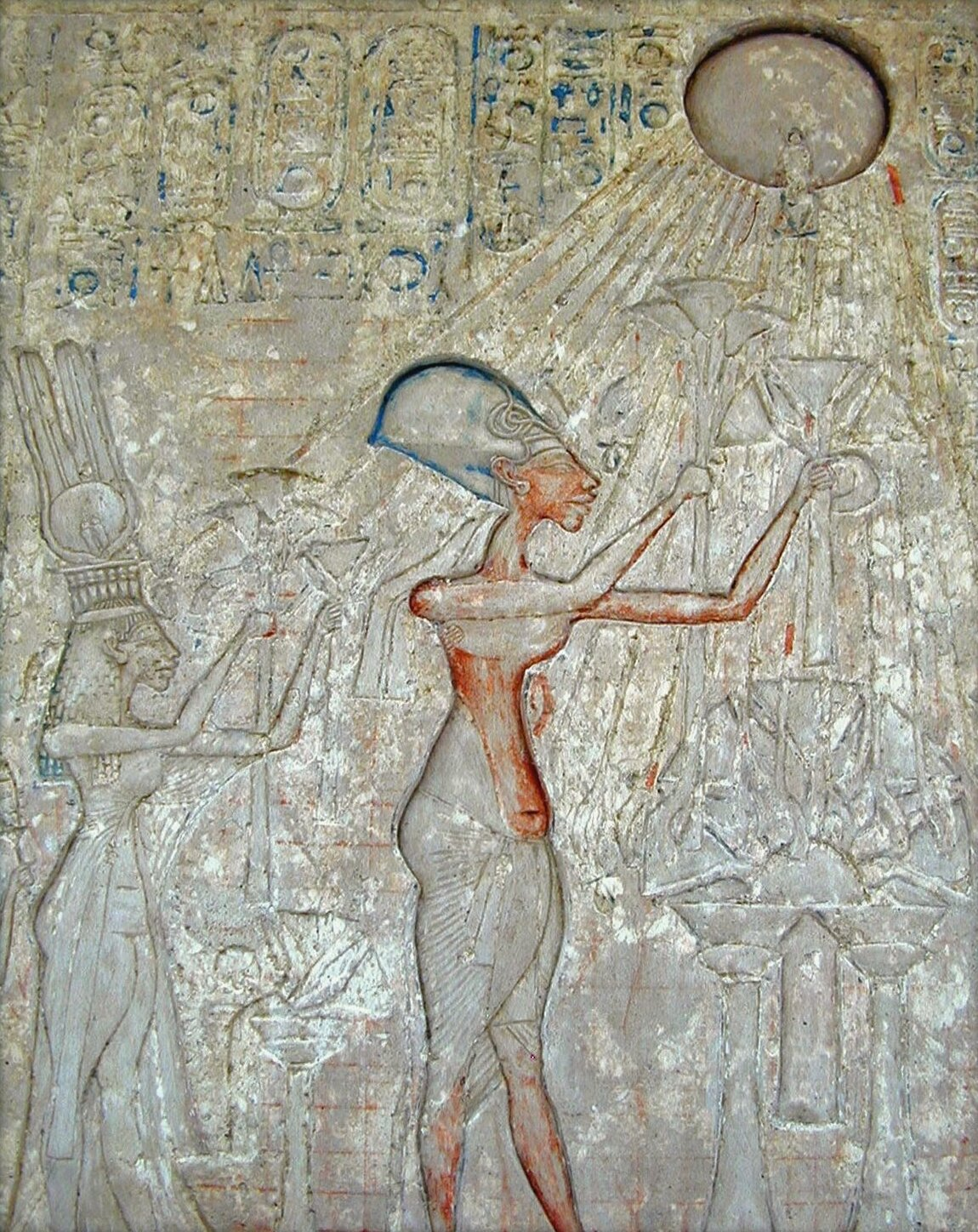
آخناتون و خانواده‌اش در حال پرستش آتون

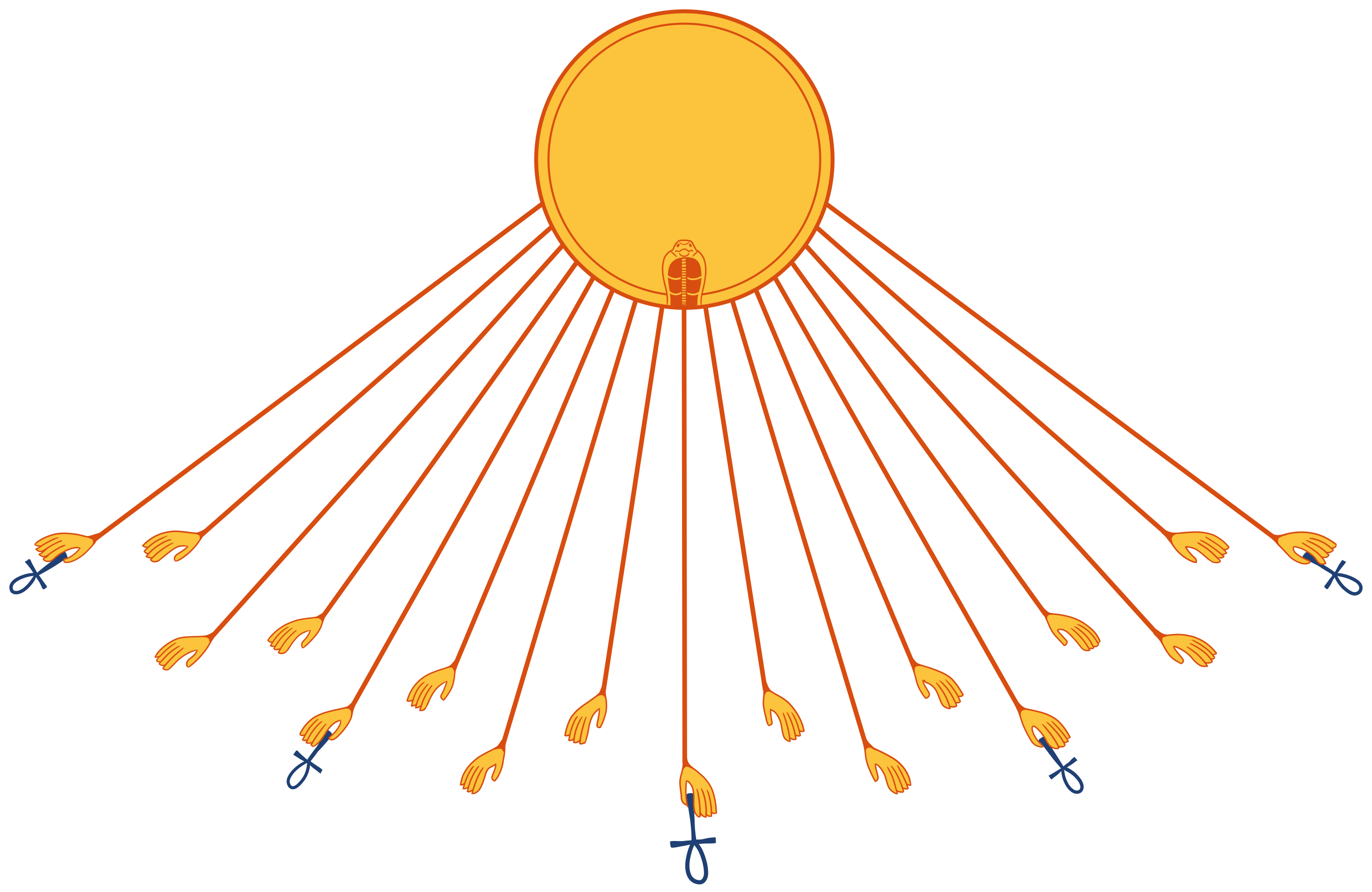

آتون‌پرستی اشاره به دینی دارد که در دوران آخناتون (آمن‌هوتب چهارم)، فرعون مصر به عنوان دین رسمی مصر باستان رسمیت یافت و محور آن، پرستش خدای خورشید، آتون بود. این دین در قرن چهاردهم پیش از میلاد، برای حدود بیست سال دین رسمی دودمان هجدهم مصر بود؛ تا اینکه فراعنه به دین نیاکان خود بازگشتند و ردپای فرعون‌هایی را که به آتون گرایش داشتند، از تاریخ پاک کردند.